# Oruglica
Oruglica je naselje u gradu Leskovcu, Jablanički upravni okrug, Srbija. Prema popisu iz 2022. godine u Oruglici je živio 51 stanovnik. Ovo je posljednje leskovačko selo do granice s Kosovom.